# 638 a.C.
Il 638 a.C. (DCXXXVIII a.C. in numeri romani) è un anno  del VII secolo a.C.

## Nati
- Solone, politico, giurista e poeta ateniese († 558 a.C.)